# يان كادليك
يان كادليك (بالتشيكية: Jan Kadlec)‏ هو لاعب كرة قدم تشيكي في مركز الهجوم، ولد في 19 يوليو 1989 في براغ في جمهورية التشيك. شارك مع منتخب جمهورية التشيك تحت 21 سنة لكرة القدم. أما مع النوادي، فقد لعب مع سبارتا براغ وفيكتوريا زيزكوف.

## وصلات خارجية
- يان كادليك على موقع قاعدة بيانات كرة القدم.إي يو (الإنجليزية)
- يان كادليك على موقع Soccerway.com (الإنجليزية)